# Oenanthe bengbalensis
Oenanthe bengbalensis är en flockblommig växtart som beskrevs av Wilhelm Sulpiz Kurz. Oenanthe bengbalensis ingår i släktet stäkror, och familjen flockblommiga växter. Inga underarter finns listade i Catalogue of Life.